# Orgoglio e pregiudizio (miniserie televisiva 1980)
Orgoglio e Pregiudizio (Pride and Prejudice) è una miniserie tv britannica del 1980, adattata dalla scrittrice Fay Weldon dal romanzo omonimo di Jane Austen, pubblicato per la prima volta nel 1813 e diretto da Cyril Coke.

## Storia
Le cinque puntate dello sceneggiato erano interpretate da Elizabeth Garvie nel ruolo di Elizabeth Bennet e da David Rintoul in quello di Mr. Darcy. Fu trasmesso dal 13 gennaio al 10 febbraio del 1980 nel Regno Unito sulla BBC2, mentre negli Stati Uniti nel 1981 dalla PBS television all'interno del programma Masterpiece Theatre.
Il romanzo è stato soggetto di numerose trasposizioni televisive e cinematografiche ― questa è la quinta versione ad opera della BBC. Altre versioni televisive della BBC furono trasmesse nel 1938, 1952, 1958, 1967 e 1995. 
'Pride and Prejudice' è solo uno degli adattamenti della BBC che sono stati prodotti tra gli anni 70 e 80 sui romanzi della Austen e che avevano come proposito quello di coprire tutti e sei i romanzi originali della scrittrice. 
Questi adattamenti sono stati: 'Sense and Sensibility' (1971), 'Persuasion' (1971; inizialmente prodotto dalla Granada, ma successivamente distribuito anche dalla BBC), 'Emma' (1972), 'Orgoglio e Pregiudizio' (1980), una nuova versione di 'Sense and Sensibility' (1981), 'Mansfield Park' (1983) e infine 'Northanger Abbey' (1986). Tutti questi adattamenti sono stati più volte distribuiti in videocassetta e in DVD in lingua inglese dalla 2 Entertain.